# دومينيكو سيستيني

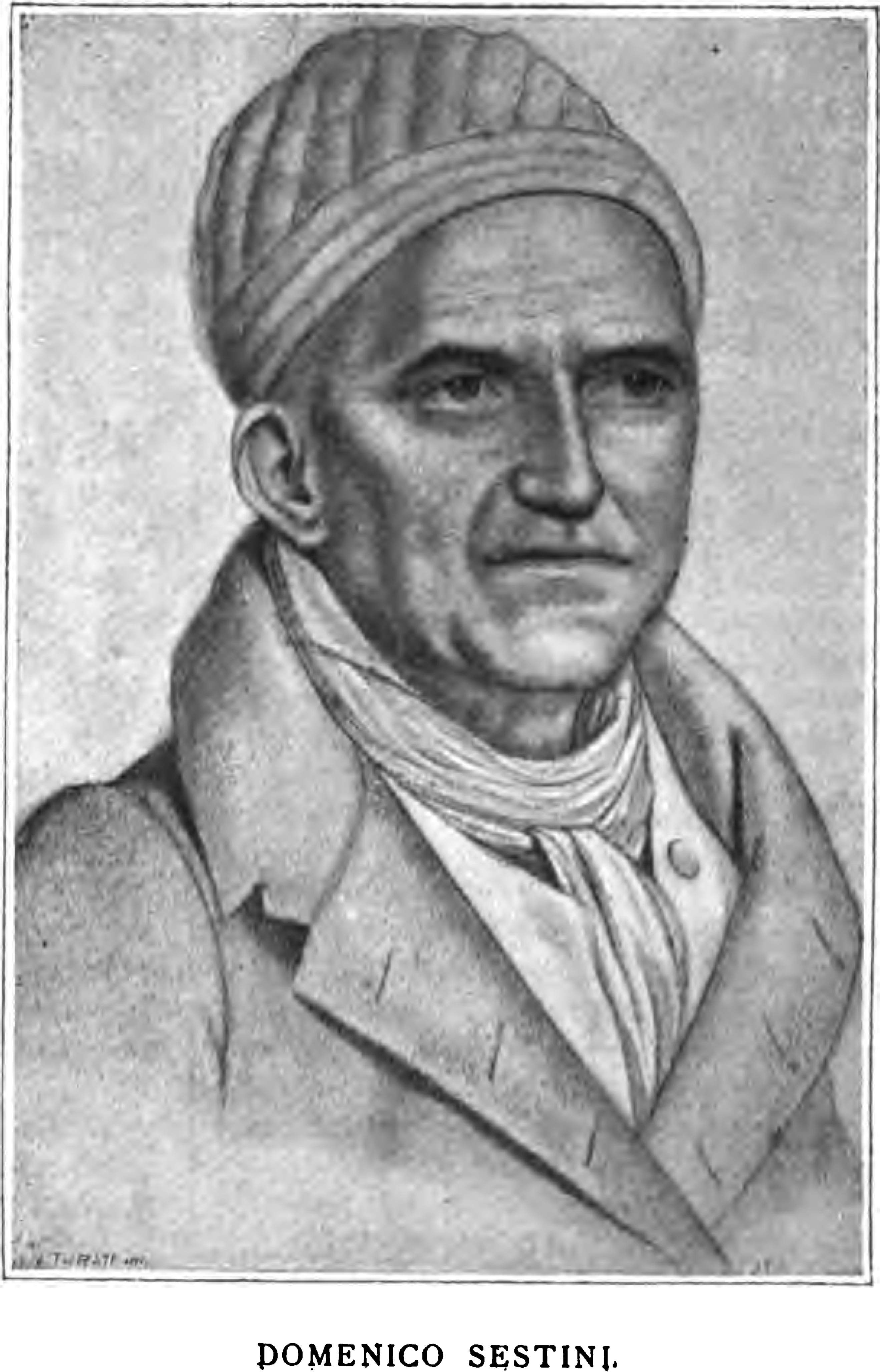
دومينيكو سيستيني

دومينيكو سيستيني :بالإيطالية:Domenico Sestini والمعروف أيضاً باسم (سيست Sest) هو عالم آثار ومسكوكات نقدية إيطالي (ولد في فلورنسا عام 1750م- وتوفي فيها عام 1832م) كان أمين مكتبة، وأستاذ، ومستكشف، وعالم في الطبيعة والآثار، ومن هواة جمع العملات. قام بعدة رحلات زار خلالها الشرق الأدنى والشرق الأوسط.

## السيرة
ولد سيستيني في إيطاليا بمدينة فلورنسا في 10 أغسطس 1750م، ونشأ فيها ودرس في مدارسها، وتحديداً في مدرسة (سان ماركو) وعند إلتحاقة بالمدرسة ارتدى الزي الديني وانخرط في جمعية دينية تسمى (Piarists). وفي عام 1775م، ذهب إلى صقلية حيث عمل فيها واصبح أمين مكتبة لأمير بيسكار (Paterno) في قطانية وكان مسؤولاً عن جمعها. ومن عام 1777-1792م، قام سيستيني بعدة رحلات زار خلالها الشرق، آسيا الصغرى، وبلاد مابين النهرين، واليونان، والبلقان. خلال هذه الرحلات عمل بالبحث في اطلال وبقايا الآثار والمسكوكات النقدية الأثرية القديمة في تلك المناطق والمدن. وقد كان ذا دراية في علم النبات وعلم الثدييات.
وبين الأعوام 1804و 1810م، عاش في برلين وخلالها عمل مشرفاً على مقتنيات (خزانة مسكوكات النقود الأثرية في برلين Münzkabinett Berlin).
في عام 1810م، ذهب إلى باريس ليكون أمين مكتبة الدوقة الكبرى إليزا بونابرت في فلورنسا. وبعدها ذهب إلى هنغاريا عام 1814م، في عهد الدوق الأكبر فرديناند الثالث الذي عينه أستاذاً في جامعة بيزا بإعتباره عالم آثار كبير.
في عام 1820م، أصبح دومينيكو سيستيني عضواً مناظراً في أكاديمية النقوش والآداب الجميلة في باريس. نشر العديد من المقالات والمنشورات وخاصة في علم العملات والمسكوكات الأثرية بما في ذلك أجزاء من مجموعة (كارلو دي اوتافيو فونتانا Carlo d'Ottavio Fontana) فهرسها في ثلاثة مجلدات.

## وفاته
توفي دومينيكو سيستيني في مسقط رأسه بمدينة فلورنسا في 8 يونيو 1832م، عن عمر ناهز (82) عاماً، ودفن في (كنيسة الصليب المقدس chiesa di santa croce).

## من أعماله
رحلة من القسطنطينية إلى البصرة 1786.